# Oederaner SC
Der Oederaner SC ist ein deutscher Fußballclub aus Oederan im Landkreis Mittelsachsen. Der Club steht in der Tradition von Union Oederan, Heimstätte ist der Sportplatz Oederan.

## Verein
Der Oederaner SC wurde im Jahr 1920 gegründet. Der Club agierte bis 1945 im mitteldeutschen Fußball stets unterklassig.
1945 wurde der Club aufgelöst und als SG Oederan neu gegründet. Die lose Sportgruppe agierte in der Saison 1948/49 für eine Spielzeit in der Landesliga Sachsen (SBZ), hatte aber im Gegensatz zu den ehemaligen Gauligisten der SG Hartha sowie SG Mittweida keine realistische Chance zum Aufstieg zur neu gegründeten DS-Liga.
Im Anschluss wurde die SG mit dem Einsteigen diverser Trägerbetriebe zunächst in Fortschritt Oederan, später in Union Oederan umbenannt. Sportlich spielten die Sachsen keine Rolle im höherklassigen DDR-Fußball, lediglich zwischen 1962 und 1964 trat die BSG kurzzeitig in der Bezirksliga Karl-Marx-Stadt an.
1990 kehrte der Club wieder zu seinem historischen Namen Oederaner SC zurück. Der OSC agiert seitdem ausnahmslos im mittelsächsischen Lokalbereich. Derzeitige Spielklasse ist die Kreisoberliga Mittelsachsen.

## Statistik
- Teilnahme LL Sachsen (SBZ): 1948/49
- Teilnahme Bezirksliga Karl-Marx-Stadt: 1962/63, 1963/64